# Petroniusz (Florea)
Petroniusz, imię świeckie Petru Florea (ur. 30 listopada 1965 w Târgu Mureș) – duchowny Rumuńskiego Kościoła Prawosławnego, od 2008 biskup Sălaju.

## Życiorys
Święcenia diakonatu przyjął w 10 kwietnia 1999, a prezbiteratu dzień później. Chirotonię biskupią otrzymał 1 października 2000. W latach 2000–2008 pełnił urząd biskupa pomocniczego Oradei.
W czerwcu 2016 r. był członkiem delegacji Patriarchatu Rumuńskiego na Święty i Wielki Sobór Kościoła Prawosławnego.